# Rory McEwen
Roderick «Rory» McEwen (12 de marzo de 1932-Londres, Inglaterra, 16 de octubre de 1982) fue un pintor, dibujante y músico británico.

## Primeros años y educación
McEwen fue el cuarto de los siete hijos de Sir John McEwen, I Baronet McEwen, y Bridget Mary Lindley. Su madre era hija de Sir Francis Oswald Lindley y bisnieta del botánico e ilustrador John Lindley, quien en 1840 contribuyó decisivamente a salvar de la destrucción los Jardines Botánicos Reales de Kew.
McEwen fue educado en la casa familiar, Marchmont House en las fronteras escocesas, por una institutriz francesa llamada Philippe, y en el Eton College, donde fue alumno de Wilfred Blunt, quien lo describió como «quizás el artista más talentoso que pasó por mis manos». Después de su Servicio Nacional en The Queen's Own Cameron Highlanders, obtuvo una licenciatura en inglés en el Trinity College de Cambridge, donde se hizo amigo de Dudley Moore, Peter Cook y Jonathan Miller, entre otros.

## Carrera
En 1955, escribió y actuó en Between the Lines en la producción de 1955 de Footlights en el Teatro Scala de Londres.
En 1956, viajó con su hermano Alexander en el RMS Ascania a Nueva York en busca de la viuda de Lead Belly, Martha. Cuando la encontraron, quedó tan impresionada por su comprensión y habilidad para tocar la música de su difunto esposo, que permitió a Rory tocar la guitarra Stella de 12 cuerdas hecha a medida de Lead Belly, lo que lo inspiró a emprender el camino para encontrar la suya propia. Los hermanos tocaron por todo Estados Unidos, grabando «Scottish Songs and Ballads» para Smithsonian Folkways Recordings y apareciendo en The Ed Sullivan Show en CBS, dos veces antes de regresar a Gran Bretaña.
En 1957, McEwen se había convertido en una de las figuras más destacadas del resurgimiento de la canción popular de posguerra. Aparecía con regularidad en el programa de televisión diario de la BBC Tonight, presentado por Cliff Michelmore, escribiendo e interpretando calipsos de actualidad, mientras trabajaba también como director artístico para la revista Spectator.
A principios de la década de 1960, Rory y Alex presentaron sus propios espectáculos en vivo ante audiencias con entradas agotadas en tres festivales de Edimburgo sucesivos.
En 1963 y 1964, McEwen presentó y actuó en el programa de música folk y blues Hullabaloo para la televisión comercial ATV.
A partir de 1964, McEwen decidió dedicarse por completo a su carrera en las artes visuales; su interés floral también encontró expresión en esculturas de metacrilato que refractan el color y grandes obras abstractas en vidrio y acero utilizando. En pintura, forjó su propia interpretación del minimalismo internacional, creando obras en acuarela sobre papel, de flores, hojas y vegetales.
Su obra se encuentra en el Museo Británico, el Museo de Victoria y Alberto, la Tate Gallery, la Galería Nacional Escocesa de Arte Moderno, el Hunt Institute de Pittsburgh y el Museo de Arte Moderno de Nueva York, entre otras colecciones.

## Vida personal
El 15 de abril de 1958, McEwen se casó con Romana von Hofmannsthal, graduada del Sarah Lawrence College. Tuvieron cuatro hijos, entre ellos Christabel McEwen, que se casó con Edward Lambton, VII Conde de Durham.
En 1982, a McEwen le diagnosticaron cáncer. El 16 de octubre, en estado de sufrimiento y desesperación, se arrojó bajo un tren en la estación de metro de South Kensington; tenía 50 años.